# Bart Van Malderen (ondernemer)
Bart Van Malderen (Merchtem, 19 november 1966) is een Belgisch ondernemer. Hij is de zoon van Paul Van Malderen, oprichter van producent van luiers en maandverband Ontex, waarvan hij tot 2007 aan het hoofd stond. Hij is CEO en voorzitter van luierfabrikant Drylock, dat hij in 2012 oprichtte.

## Levensloop

### Ontex en Drylock
Bart Van Malderen behaalde een MBA aan de EU Business School in Montreux, Zwitserland. Hij is een zoon van Paul Van Malderen, die zijn carrière bij de Nederlandse wondverzorgingsproductengroep Utermöhlen startte. In 1979 knutselde Paul Van Malderen in zijn garage in Buggenhout een machine voor de productie van onderleggers voor ziekenhuisbedden in elkaar. In 1980 stapt hij bij Utermöhlen op en werd hij zelfstandig ondernemer, waardoor luierproducent Ontex ontstond. In 1986 trad zijn zoon Bart tot de groep toe. In 1996 werd hij er gedelegeerd bestuurder.
Onder zijn leiding groeide Ontex tot de grootste Europese producent van luiers en maandverband uit, onder meer via achttien overnamen, steeg de omzet tot 760 miljoen euro en trok het bedrijf in 1998 naar de beurs. In 2002 kocht het Britse investeringsfonds Candover de groep via een leveraged buyout van 1,1 miljard euro. Van Malderen bleef nog enkele jaren aan het roer. In 2007 verliet hij de luierfabrikant.
Na een niet-concurrentiebeding richtte Van Malderen in 2012 luierproducent Drylock op en startte hij wereldwijd productie-eenheden. In 2019 stapte de investeringsholding Sofina van de familie Boël voor ongeveer 25% in het kapitaal van Drylock.

### Overige investeringen
Van Malderen is voorzitter van vastgoedgroep VGP, een bedrijf gespecialiseerd in de bouw van semi-industrieel vastgoed, aanvankelijk in Tsjechië en andere Oost-Europese landen, dat hij met zijn partner Jan Van Geet oprichtte. Een 2017 verkocht hij een deel van VGP om de groei van Drylock te financieren en nieuwe investeringen te financieren.
In 2004 stapte hij via Cobehold, een groep Europese familiale investeerders, in de voormalige holding Cobepa. In 2014 stapte hij uit Cobepa en nam hij ontslag als bestuurder.
Via zijn investeringsvehikel VM Invest stapte Van Malderen onder meer in 2016 in het kapitaal (en werd hij bestuurder) van Lillydoo, een Duitse start-up die focust op de online verkoop van babyluiers, babydoekjes en huidverzorgingsproducten door middel van abonnementen.
In 2023 verleende hij financiële steun voor de oprichting van de denktank Stichting Merito van Ivan Van de Cloot, en voor het tijdschrift Doorbraak.